# Chytonidia
Chytonidia là một chi bướm đêm thuộc họ Noctuidae.